# Henotesia uncinata
Henotesia uncinata är en fjärilsart som beskrevs av Friedrich Thurau 1903. Henotesia uncinata ingår i släktet Henotesia och familjen praktfjärilar. Inga underarter finns listade i Catalogue of Life.